# Philodromus renarius
Philodromus renarius es una especie de araña cangrejo del género Philodromus, familia Philodromidae. Fue descrita científicamente por Wu & Song en 1987.

## Distribución
Esta especie se encuentra en China.